# Gerhard Rudolf Meyer
Gerhard Rudolf Meyer (* 19. Juni 1908 in Crimmitschau; † 24. Oktober 1977 in Berlin) war ein deutscher Vorderasiatischer Archäologe und Museumsleiter. Er war von 1951 bis 1977 Direktor des Vorderasiatischen Museums Berlin und von 1958 bis 1976 Generaldirektor der Staatlichen Museen zu Berlin im Ostteil der Stadt. Von 1963 bis 1977 war er zudem Mitglied der Volkskammer.

## Leben
Gerhard Rudolf Meyer kam als Sohn eines Postinspektors zur Welt und wuchs in einer gutbürgerlichen Umgebung in der sächsischen Industriestadt Crimmitschau auf. Sein Abitur legte er 1927 am Realgymnasium ab. Von 1928 bis 1933 studierte Meyer an den Universitäten Rostock, Greifswald und Berlin Orientalistik, Archäologie und Assyriologie. Er war zu Beginn der 1930er Jahre nach Adam Falkenstein mit Anton Moortgat als assyriologischer Mitarbeiter der Max-Freiherr-von-Oppenheim-Stiftung, die das von Max von Oppenheim begründete Tell-Halaf-Museum und ein Orient-Forschungsinstitut betreute. Später wechselte er an die Vorderasiatische Abteilung der Berliner Museen im Pergamonmuseum, wo er Mitarbeiter des Direktors Walter Andrae war. Im Zweiten Weltkrieg war Meyer Soldat in Nordafrika und gelangte zunächst in US-amerikanische, später in sowjetische Kriegsgefangenschaft. In der Gefangenschaft studierte er Sprachwissenschaften und beschäftigte sich mit dem Mittani-Reich. 
Nach der Rückkehr aus der Gefangenschaft ging er wieder an die Vorderasiatische Sammlung und wurde 1951 an der Humboldt-Universität zu Berlin mit einer Arbeit zum Thema Gutium. Beiträge zur Kulturgeschichte des Osttigrislandes. Teil 1. Die Quellen promoviert. Als Andrae 1951 als Direktor in Pension ging, bestimmte er Meyer zu seinem Nachfolger. Dieser widmete sich trotz großer Probleme, insbesondere aufgrund fehlender Mittel, dem Wiederaufbau der Sammlung. Das Museum war zwar nach Kriegsende wieder überdacht worden, doch war an eine Aufnahme des Museumsbetriebes noch nicht zu denken. Meyers starke Präsenz bei den Arbeiten brachten ihm in Anlehnung an mesopotamische Herrscher den Beinamen Der Bauherr ein. 1951 konnten erste Säle des Museums, nun als Vorderasiatisches Museum, wieder eröffnet werden, 1953 waren alle Säle wieder zugänglich. Im Zuge der Bauarbeiten ließ Meyer im Sockelgeschoss die assyrischen Grüfte erweitern, die nun von der Hauptebene der Ausstellung zugänglich waren. 
Die nach Kriegsende in die Sowjetunion verbrachten Bestände der Sammlung wurden nach der Rückgabe 1958 wieder in die Ausstellung aufgenommen. Meyer konzipierte nun die Ausstellung neu. Er ließ die assyrischen Reliefs und auch die Vitrinen in die Wände eintiefen. Damit erzielte er einen neuen Wirkungseffekt der Ausstellung. Zum 1. März 1958 wurde Meyer auch zum Generaldirektor der Staatlichen Museen zu Berlin berufen. Generaldirektor blieb er bis zum 16. Januar 1976, Direktor des Vorderasiatischen Museums bis zu seinem Tod. 1961 wurde er zum Professor an der Humboldt-Universität ernannt. Zudem war er stellvertretender Vorsitzender des Kulturbundes der DDR und von 1963 bis 1977 während vier Wahlperioden Mitglied der Volkskammer, wo er sich als Berliner Vertreter kulturpolitisch betätigte. In seiner ersten Wahlperiode vertrat er die NDPD, danach in drei Wahlperioden bis zu seinem Tod den Kulturbund. Meyer verstarb unerwartet 1977. Seine Nachfolgerin als Direktorin des Vorderasiatischen Museums wurde seine langjährige Mitarbeiterin Liane Jakob-Rost.
Meyer befasste sich vorrangig mit der Geschichte und den Hinterlassenschaften des altanatolischen Staates Urartu. Seine wohl wichtigste wissenschaftliche Arbeit war die Untersuchung zu einem bronzenen Greif aus Rusahinili (Toprakkale). Spätestens seit der Berufung zum Generaldirektor der Berliner Museen konnte Meyer sich nur noch selten der Forschungsarbeit widmen, weshalb nur ein begrenzter Umfang an Schriften Meyers zustande kamen. Seine wichtigste populärwissenschaftliche und am weitesten verbreitete Arbeit war ein erster größerer Führer durch die Ausstellung der altorientalischen Funde. Sein schon älterer Kurzführer Was uralte Denkmäler erzählen wurde auch in andere Sprachen, darunter ins Tschechische und Englische übersetzt und erlebte bis in die 1970er Jahre sechs Auflagen. Zudem konnte er als Generaldirektor der Museen auch internationale Kontakte knüpfen und Teile der Sammlung in Japan und skandinavischen Ländern präsentieren. Er war zu Vorträgen vielfach im Ausland unterwegs. Auch als Ausgräber war Meyer aktiv, so grub er etwa in Babylon und war dort insbesondere für die Untersuchung des „Turms zu Babel“ zuständig.
Schon als Kind widmete sich Meyer verschiedensten Objekten, die er für sammelwürdig erachtete. Dabei trug er im Laufe der Jahre unter anderem eine nennenswerte Sammlung von Mineralien zusammen, die er später dem Museum seiner Heimatstadt Crimmitschau schenkte. Auch andere Projekte seiner Heimatstadt, der er zeit seines Lebens verbunden blieb, unterstützte er ideell und auch finanziell. Zu seinem 60. Geburtstag wurde Meyer 1968 Ehrenbürger der Stadt, in der er nach seinem Tod auch beerdigt wurde. 1964 erhielt er die Deutsche Friedensmedaille.

## Schriften (Auswahl)
- mit Johannes Friedrich und anderen: Die Inschriften vom Tell Halaf. Keilschrifttexte und aramäische Urkunden aus einer assyrischen Provinzhauptstadt (= Archiv für Orientforschung Beiheft 6). Berlin 1940 (Nachdruck: Biblio, Osnabrück 1967).
- Was uralte Denkmäler erzählen. Kleiner Leitfaden durch das Vorderasiatische Museum zu Berlin. Akademie-Verlag, Berlin 1956.
- Herausgeber: Der Tell Halaf, eine Ruinenstätte in Nordsyrien. Akademie-Verlag, Berlin 1958.
- Altorientalische Denkmäler im Vorderasiatischen Museum zu Berlin. E. A. Seemann, Leipzig 1965.